# Canton de Vibraye
Le canton de Vibraye est une ancienne division administrative française située dans le département de la Sarthe et la région Pays de la Loire.

## Géographie
Ce canton est organisé autour de Vibraye dans l'arrondissement de Mamers. Son altitude varie de 71 m (Dollon) à 199 m (Lavaré) pour une altitude moyenne de 117 m.

## Histoire
De 1833 à 1848, les cantons de Bouloire et de Vibraye avaient le même conseiller général. Le nombre de conseillers généraux était limité à 30 par département.

## Administration

### Conseillers généraux de 1833 à 2015
| Période | Période          | Identité                                         | Étiquette                | Qualité |
| ------- | ---------------- | ------------------------------------------------ | ------------------------ | --- |
| 1833    | 1839 (démission) | M. Barré                                         |                          | Propriétaire à Dollon, nommé conseiller de préfecture en 1839                                                            |
| 1839    | 1842             | Pierre Augustin Bazin (1791-1859)                |                          | Conseiller d'arrondissement du canton de Saint-Calais, maire de Saint-Calais, élu en 1855 dans le canton de Saint-Calais |
| 1842    | 1845             | Thomas Théophile Lecouteux                       |                          | Avoué au Mans |
| 1845    | 1856 (décès)     | Marquis Alexandre de La Goupillière de Dollon    | Majorité ministérielle   | Ancien député (1827-1834), propriétaire du château et maire de Dollon                                                    |
| 1856    | 1861             | Adrien Jacques Dubier                            |                          | Maire de Valennes |
| 1861    | 1870             | Julien Lottin                                    |                          | Notaire, maire de Vibraye                                                                                                |
| 1870    | 1872 (décès)     | Frédéric Joseph Deschamps La Rivière (1820-1872) |                          | Juge au tribunal civil du Mans                                                                                           |
| 1872    | 1878 (décès)     | Édouard Goussault                                | Républicain              | Propriétaire au Mans |
| 1878    | 1883             | Armand Foulard                                   | Républicain              | Propriétaire, maire de Tuffé (1870-1871)                                                                                 |
| 1883    | 1889             | Comte René Hurault de Vibraye                    | Droite monarchiste       | Propriétaire à Vibraye                                                                                                   |
| 1889    | 1907             | Auguste Ranssilliat                              | Républicain Conservateur | Négociant au Mans, maire de Vibraye                                                                                      |
| 1907    | 1911 (démission) | Maurice Cacaud                                   | Républicain              | Docteur en médecine, adjoint au maire de Vibraye                                                                         |
| 1912    | 1919             | Louis Cheminais                                  | Républicain              | Négociant, maire de Vibraye                                                                                              |
| 1919    | 1925 (démission) | Albert Leguay                                    | URD                      | Docteur en médecine à Vibraye                                                                                            |
| 1925    | 1940             | Alexandre Bouguereau                             | Rad.                     | Vétérinaire, adjoint au maire de Vibraye, conseiller d'arrondissement                                                    |
|         |                  |                                                  |                          | |
| 1945    | 1958             | Alexandre Bouguereau                             | Rad.                     | Vétérinaire, adjoint au maire de Vibraye                                                                                 |
| 1958    | 1976             | André Leguay                                     | RI                       | Médecin à Vibraye, suppléant du député Michel d'Aillières                                                                |
| 1976    | 1982             | Pierre Hervé                                     | DVG                      | Enseignant, maire de Vibraye (1977-1983)                                                                                 |
| 1982    | 2008             | Comtesse Marie-Solange d'Harcourt                | DVD                      | Conseillère municipale de Vibraye                                                                                        |
| 2008    | 2015             | Jacky Breton                                     | PS                       | Professeur, maire de Vibraye (1995-2014)                                                                                 |

Le canton participe à l'élection du député de la cinquième circonscription de la Sarthe.

### Conseillers d'arrondissement (de 1833 à 1940)
Le canton de Vibraye appartenait à l'arrondissement de Saint-Calais jusqu'à sa disparition en 1926.
| Période                                  | Période      | Identité                   | Étiquette      | Qualité |
| ---------------------------------------- | ------------ | -------------------------- | -------------- | --- |
| 1833                                     |              | M. Pottier                 |                | Propriétaire à Vibraye                                                                                      |
|                                          |              |                            |                | |
| av.1881                                  | 1882 (décès) | Louis Hippolyte Carreau    |                | Maire de Dollon, suppléant du juge de paix                                                                  |
|                                          |              |                            |                | |
| 1922                                     | 1925         | Alexandre Bouguereau       | Rad.           | Vétérinaire à Vibraye                                                                                       |
| 1925                                     | 1934         | Léopold Pichon             | Rad.           | Propriétaire à Valennes                                                                                     |
| 1934                                     | 1940         | Henri Couillin (1882-1946) | Rad. puis SFIO | Charcutier à Vibraye                                                                                        |
| 1940                                     |              |                            |                | Les conseils d'arrondissement ont été suspendus par la loi du 12 octobre 1940 et n'ont jamais été réactivés |
| Les données manquantes sont à compléter. |              |                            |                | |

## Composition
Le canton de Vibraye comptait 6 105 habitants en 2012 (population municipale) et regroupait six communes :
- Berfay
- Dollon
- Lavaré
- Semur-en-Vallon
- Valennes
- Vibraye

À la suite du redécoupage des cantons pour 2015, toutes les communes sont rattachées au canton de Saint-Calais.
Contrairement à beaucoup d'autres cantons, le canton de Vibraye n'incluait aucune commune supprimée depuis la création des communes sous la Révolution.

## Démographie
| 1962  | 1968  | 1975  | 1982  | 1990  | 1999  | 2006  | 2011  | 2012  |
| ----- | ----- | ----- | ----- | ----- | ----- | ----- | ----- | ----- |
| 5 779 | 5 676 | 5 487 | 5 573 | 5 616 | 5 701 | 6 017 | 6 101 | 6 105 |